# 1816
Évszázadok: 18. század – 19. század – 20. század
Évtizedek: 1760-as évek – 1770-es évek – 1780-as évek – 1790-es évek – 1800-as évek – 1810-es évek – 1820-as évek – 1830-as évek – 1840-es évek – 1850-es évek – 1860-as évek
Évek: 1811 – 1812 – 1813 – 1814 –  1815 – 1816 – 1817 – 1818 – 1819 – 1820 – 1821

## Események

### Határozott dátumú események

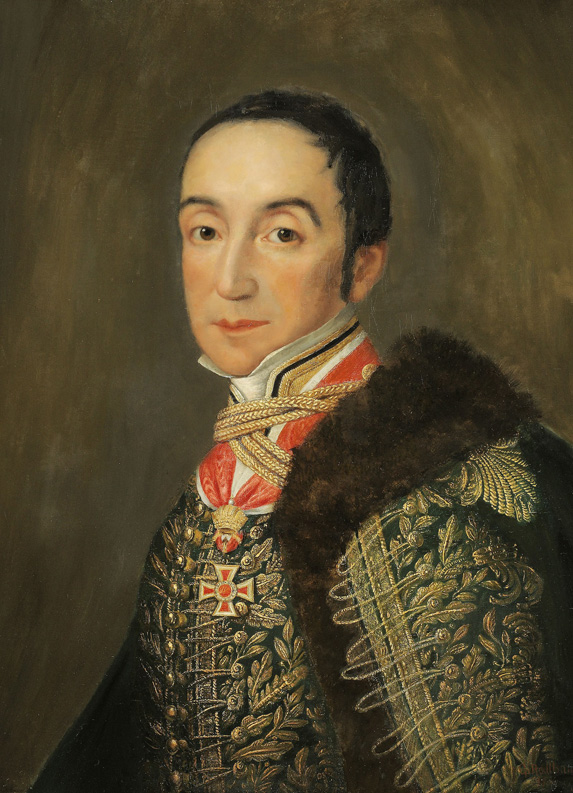
Gróf Nemes Ádám, az Osztrák Nemzeti Bank első kormányzója

- március 20. – VI. János foglalja el a portugál trónt.[1]
- június 1. – Az osztrák uralkodó pénzügyi és banki pátenssel létrehozta az Osztrák Nemzeti Bankot (Oesterreichische Nationalbank), melynek kizárólagos joga a bankjegykibocsátás. (Az első kormányzó gróf Nemes Ádám.)
- június 15. – Tehel Lajos bemutatja az általa kifejlesztett gázvilágítást Pesten.
- július 9. – Kikiáltják Argentína függetlenségét.
- november 19. – I. Sándor orosz cár megalapítja a Varsói Egyetemet, az Orosz Birodalom 3. egyetemét.

### Határozatlan dátumú események
- az év folyamán –
  - Oroszországban megalakul a Honmentő Szövetség és a Közjó Szövetsége, titkos reformtársaságok, az önkényuralom felszámolását, alkotmány bevezetését és a jobbágyrendszer eltörlését tűzi ki célul.
  - Ebben az évben (feltehetően az indonéziai Tambora vulkán kitörése miatt) légköri változások indulnak meg, melynek eredményeként Európában a nyári időjárás elviselhetetlenül hideggé válik, a különös időjárás eredményeként a gabona és szőlőtermés tönkremegy, és élelmiszerhiány alakul ki. (Az európai népek nem rendelkeztek elegendő tartalékkal ahhoz, hogy ezen hosszú időszakot átvészeljék. Ennek következménye volt például az is, hogy Közép-Európából népvándorlás indul meg főleg kelet felé. Bővebben: Nyár nélküli év.)
  - A hollandok visszakapják a britektől legértékesebb birtokukat, Jáva szigetét.[2]

## Az év témái

### 1816 a tudományban
- Sir Francis Rolands Londonban 13 kilométeres elektromos átvitelt hoz létre.

## Születések
- január 12. – Arenstein József matematikus († 1892)
- február 8. – Alexy Károly szobrász († 1880)
- március 19. – Friedrich Ferenc vívómester († 1895)
- május 29. – Ivan Kukuljević Sakcinski horvát politikus, történész, író, az MTA tagja († 1889)
- június 18. – Télffy János nyelvtudós († 1898)
- július 28. – Dunyov István honvéd alezredes, az olasz hadsereg ezredese († 1889)
- szeptember 11. – Carl Zeiss német finommechanikai és optikai műszerész, vállalkozó († 1888)
- november 2. – Cserkuthi József magyar piarista rendi tanár († 1864)
- november 5. – Jubal Anderson Early az amerikai polgárháború konföderációs, déli erőinek tábornoka volt, emellett sikeres jogi pályafutás állt mögötte († 1894)

## Halálozások
- február 25. – Friedrich Wilhelm von Bülow, porosz tábornok, a napóleoni háborúkban Blücher tábornagy hadtestparancsnoka (* 1755)
- május 5. – Csernák László, magyar származású, hollandiai matematikus (* 1740)
- június 12. – Charles Pierre François Augereau, francia marsall a napóleoni háborúk idején (* 1757)
- július 4. – Elekes János, piarista rendi pap, tanár, költő (* 1770)
- július 5. – Giovanni Paisiello, olasz zeneszerző, az opera buffa egyik legnagyobb mestere  (* 1740)
- szeptember 3. – Friedrich Ludwig Schröder, német színész és színigazgató (* 1744)
- november 2. – Gheorghe Șincai, román történész, nyelvész, költő, az erdélyi iskola képviselője (* 1754)
- december 16. – Benkő Ferenc, református lelkész, mineralógus (* 1745)